# 13302 Kezmoh
13302 Kezmoh è un asteroide della fascia principale. Scoperto nel 1998, presenta un'orbita caratterizzata da un semiasse maggiore pari a 2,2667189 au e da un'eccentricità di 0,0805086, inclinata di 4,83271° rispetto all'eclittica.
L'asteroide è dedicato alla studentessa statunitense Lorren J. Kezmoh.